# Мышцы, поднимающие рёбра
Мышцы, поднимающие рёбра (лат. m.levatores costarum) — мышцы, относящиеся к истинным грудным мышцам.
Начинаются от поперечных отростков 7-го шейного и 1-11-го грудных позвонков. Прикрепляются к углу близлежащего ребра.
При сокращении поднимают рёбра вместе с диафрагмой, обеспечивая вдох.